# Kanton Cherbourg-en-Cotentin-3
Cherbourg-en-Cotentin-3 is een kanton van het Franse departement Manche in de regio Normandië en maakt deel uit van het arrondissement Cherbourg.

## Geschiedenis
Het kanton op 22 maart 2015 gevormd uit :

enerzijds een deel van Cherbourg-Octeville gesitueerd binnen de voormalige gemeente Octeville. Cherbourg-Octeville is sinds 1 januari 2016 een deelgemeente van Cherbourg-en-Cotentin.

anderzijds de gemeenten Couville, Hardinvast, Martinvast, Saint-Martin-le-Gréard en Tollevast van het op die dag opgeheven kanton Cherbourg-Octeville-Sud-Ouest en de gemeenten Nouainville, Sideville, Teurthéville-Hague en Virandeville, die werden overgeheveld uit het kanton Équeurdreville-Hainneville.
Op 5 maart 2020 werd het kanton officieel hernoemd van Cherbourg-Octeville-3 naar Cherbourg-en-Cotentin-3 in overeenstemming met de naam van de gemeente Cherbourg-en-Cotentin.

## Gemeenten
Het kanton omvat de volgende gemeenten:
- Cherbourg-en-Cotentin (deels, hoofdplaats)
- Couville
- Hardinvast
- Martinvast
- Nouainville
- Saint-Martin-le-Gréard
- Sideville
- Teurthéville-Hague
- Tollevast
- Virandeville

Agon-Coutainville · Avranches · Bréhal · Bricquebec-en-Cotentin · Carentan-les-Marais · Cherbourg-en-Cotentin-1 · -2 · -3 · -4 · -5 · Condé-sur-Vire · Coutances · Créances · Granville · La Hague · Isigny-le-Buat · Le Mortainais · Les Pieux · Pont-Hébert · Pontorson · Quettreville-sur-Sienne · Saint-Hilaire-du-Harcouët · Saint-Lô-1 · -2 · Valognes · Val-de-Saire · Villedieu-les-Poêles